# Hysterocrates sjostedti
Hysterocrates sjostedti là một loài nhện trong họ Theraphosidae.
Loài này thuộc chi Hysterocrates. Hysterocrates sjostedti được Tord Tamerlan Teodor Thorell miêu tả năm 1899.